# Attack of the Weirdos
Attack of the Weirdos è un EP registrato dal rapper di Detroit Bizarre nel 1997. Le tracce furono prodotte dai produttori e DJ locali di Detroit, compresi DJ Head — che fu DJ dei D12 in quel tempo —, Mad Chemist, Hush (di Da Ruckus), DJ Lenn Swann e Jay Dee degli Slum Village.
L'EP fece guadagnare a Bizarre il titolo di Inner City Flava of the Year nel 1998.

## Tracce
1. Rap Guys - prodotto da Hush
2. What, What (featuring Da Brigade (Kon Artis e Kuniva dei D12)) - prodotto da Denaun Porter a.k.a Kon Artis
3. Trife Thieves (featuring Eminem e Fuzz) - prodotto da DJ Head
4. Down Low - prodotto da Mad Chemist
5. Over React - prodotto da DJ Head, co-prodotto da DJ Lenn Swann
6. Butterfly (featuring Dea Day) - prodotto da Jay Dee
7. Get the Dick (Raw Mix) (featuring The Outsidaz) - prodotto da DJ Head